# Eriosyce confinis
Eriosyce confinis är en art inom trattkaktussläktet och familjen kaktusväxter, som har sin naturliga utbredning i Chile.

## Beskrivning
E. confinis är en klotformad till cylindrisk grön kaktus som blir 6 till 8 centimeter i diameter, som har en kraftig pålrot. Den är uppdelad i 13 till 15 åsar som är trubbigt rundade. Taggarna är svarta till mörkbruna, men blir grå med åldern. De består av 4 till 7 centraltaggar som blir 2 till 4 centimeter långa. Runt dessa sitter 10 till 12 radiärtaggar som blir 1 till 2,5 millimeter långa. Blommorna är vita med rödaktig mittlinje på kronbladen. De blir 4 centimeter långa och 3 centimeter i diameter. Frukten är köttig, ihålig och röd då den är mogen.

## Synonymer
Pyrrhocactus confinis F.Ritter 1961
Neochilenia confinis (F.Ritter) Backeb. 1963
Neoporteria confinis (F.Ritter) Donald & G.D.Rowley 1966